# Hosszú-víz
A Hosszú-víz Vas vármegyében ered, Acsád északi részén. A patak forrásától kezdve délkeleti irányban halad, végül Csényénél eléri a Gyöngyös-patakot. Vát nyugati részén keresztezi a 86-os főút és az M86-os autóút nyomvonalát.
A Köles-ér vízgazdálkodási szempontból a Rábca és Fertő-tó Vízgyűjtő-tervezési alegység működési területét képezi.
A patakba torkollik Porpácnál a Rátka-patak.

## Part menti települések
- Acsád
- Vasszilvágy
- Vát
- Porpác
- Csénye